# الكوم الريشي
أحمد بن غلام الله بن أحمد بن محمد، شهاب الدين الكومي الريشي القاهري (1381 – 1432) عالم فلك مصري من منطقة كوم الريش بالقاهرة. فصار لقبه بين الفلكيين الكوم الريشي. يعتبر من أعظم علماء الفلك في عصره، اشتغل بفن النجوم وبدأ في حل الزيج وكتابة التقاويم.  عُيَّن موقتًا بمسجد المؤيد بالقاهرة.

## أعماله
عالم له أثر في علوم الزمن والوقت، ولقد شحت المصادر في الترجمة له؛ ولم يبق في الذكر سوى ثلاثة عناوين؛ اثنان منهما شرح، ثم اختصار للشرح؛ والثالث “كفاية التعليم في وضع التقويم” يبدو فيه صفة “التبسيط” في علوم التقويم، ويحتاج إلى دراسة متأنية للحكم عليه.
ولقد ضمَّن كتابه “اللمعة في حل الكواكب السبعة” جداول حسابية مثل جدول استخراج التاريخ العبري من العربي وبالعكس.
ثم إنَّ الأسلوب الأدبي ظاهر عليه، يقول في مقدمة اللمعة: “أما بعد، فإني لما رأيت الهمم عن طلب العلم قد تقلص ظلها، وبعد عن معدل الطلب ميلها، وتقاصرت عن إدراك أوج المعارف خيلها ورجلها، وانحط بهم إلى حضيض الأفهام سيلها؛ وأعرضوا عن المطوَّلات، ومالوا إلى المختصرات، ألَّفت كتابي المسمى بنزهة الناظر في تلخيص زيج ابن الشاطر، ثم اختصرته على وجه بديع وسبيل منيع، حاوياً لما فيه من الأعمال بأسهل مأخذ وأقرب مقصد وسميته باللمعة في حل الكواكب السبعة “.
ولقد نقل التهانوي اقتباسا في كتابه “كشاف اصطلاحات العلوم” من كتاب “كفاية التعليم في وضع التقويم” فقال: “و جرم الكوكب يطلق أيضا على نوره في الفلك و ورد مشروحا في لفظ الاتصال، و يسمّى نصف الجرم أيضا، فإنّ جرم الشمس مثلا خمسة عشر درجة ممّا قبلها و كذا ممّا بعدها. و لا شك أنه نصف لمجموع مما قبلها و مما بعدها، كذا في كفاية التعليم”.
اشتغاله “موقتا” في جامع المؤيد يعطيه ميزة الجمع بين “التأليف والممارسة”، بين “العلم والعمل”؛ وللأسف لقد انقطعت هذه الوظيفة من المساجد والجوامع في العالم الإسلامي؛ مما أبقى على “المؤذن” فقط، والغالب فيه أن لا يكون من علماء الفلك والتقويم، بل وتحول الأذان إلى وظيفة يومية، وإلى أداء لواجب كفائي؛ لكنه فقد المهمة العلمية المنوطة به، وهي تحريك همم المسلم للبحث العلمي الفكلي الكوني، والوصول إلى حالة من الإبداع والريادة.
وقال عنه ابن حجر العسقلاني (ت. 852 هـ/1449م)، وهو معاصر له ومن نفس البلد، ويحتمل أنه التقى به: “إنه قد اشتغل بفن النجوم وعرف كثيراً من الأحكام وصار يحل الزيج ويكتب التقاويم وكان من المشهورين في ذلك”.

## مؤلفاته
- كفاية التعليم في وضع التقويم: اقتبس منه التهانوي في كشاف اصطلاحات الفنون.[1][2]
- نزهة الناظر في تصحيح زيج ابن الشاطر: وهو تلخيص وتصحيح لزيج ابن الشاطر (ت. 777هـ/1375م).[1][2]
- اللمعة في حل الكواكب السبعة: ” مخطوطة في الظاهرية. وهو اختصار لكتابه “نزهة الناظر” كما يعلم من مقدمة اللمعة.[1][2][3]